# Indosidama moila
Indosidama moila is een hooiwagen uit de familie Assamiidae.